# 바이닐기

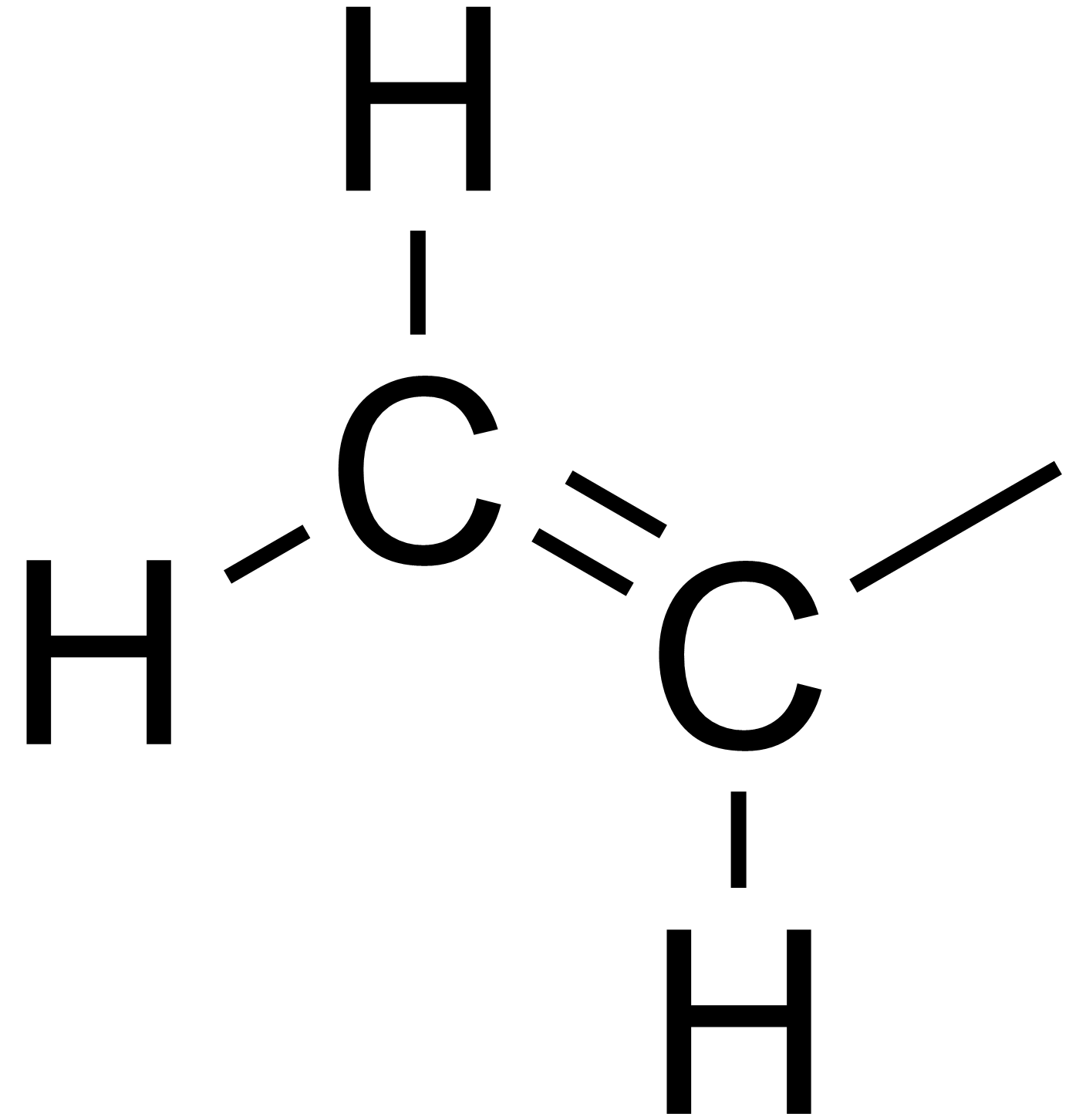
바이닐기

화학에서 바이닐기(vinyl基) 또는 에테닐기(ethenyl基)는 -CH=CH2로 표시되는 작용기로, 에틸렌(H2C=CH2) 분자에서 수소 하나가 없는 구조이다.
일반적으로 비닐이라 불리는 폴리염화 바이닐도 바이닐기를 가지는 염화 바이닐의 중합체이다.